# Угольник

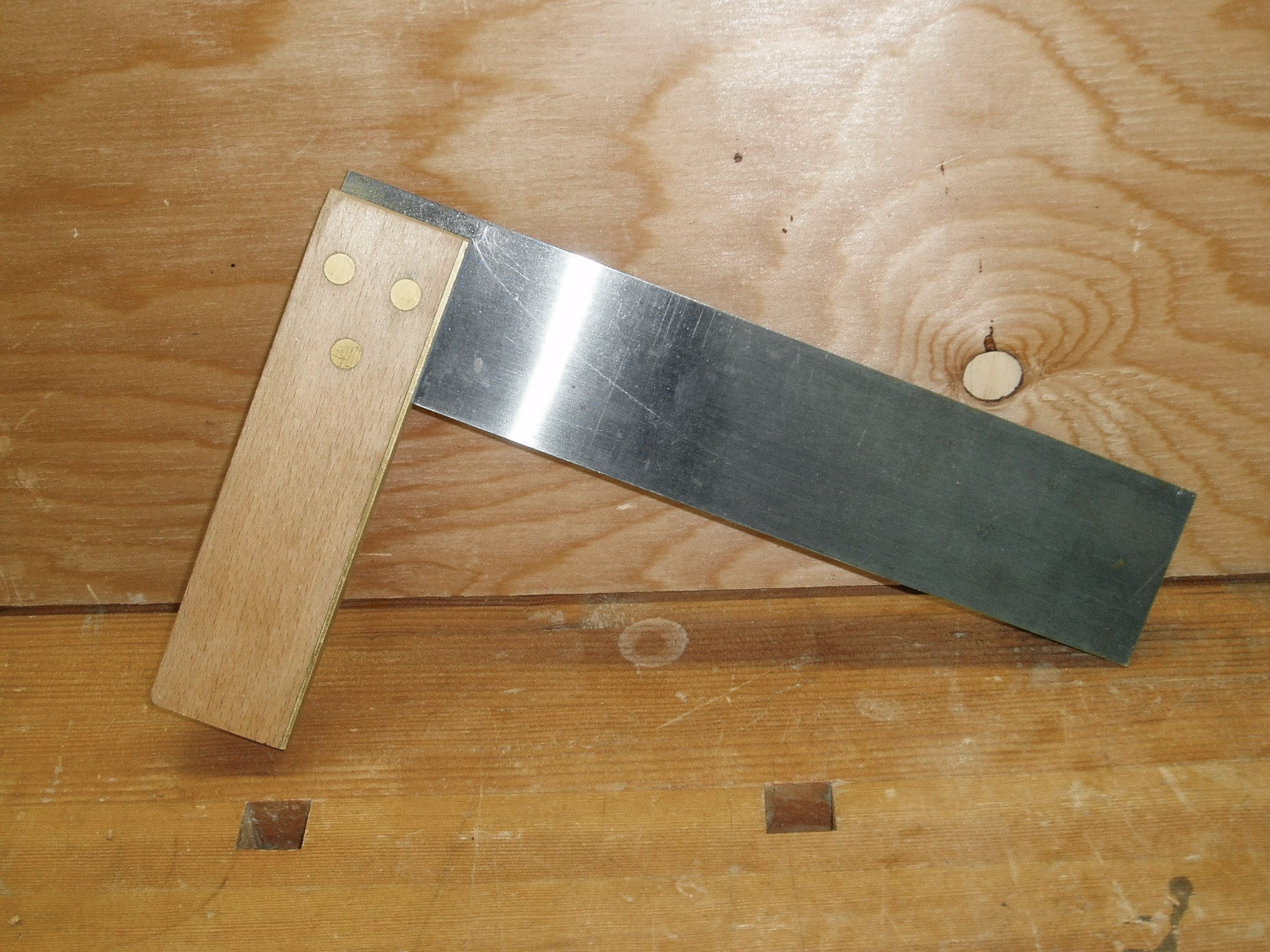
Столярный угольник

Уго́льник — измерительная мера, используемая для построения углов, которая обычно представляет собой прямоугольный треугольник с острыми углами 30°, 60° или по 45°. Используется в чертёжном, слесарном, столярном деле. Для измерения длин более тонкое из плеч угольника может быть размечено как линейка (миллиметры или сантиметры). Обычно производится из таких материалов как дерево, пластмасса или металл (алюминий, сталь).

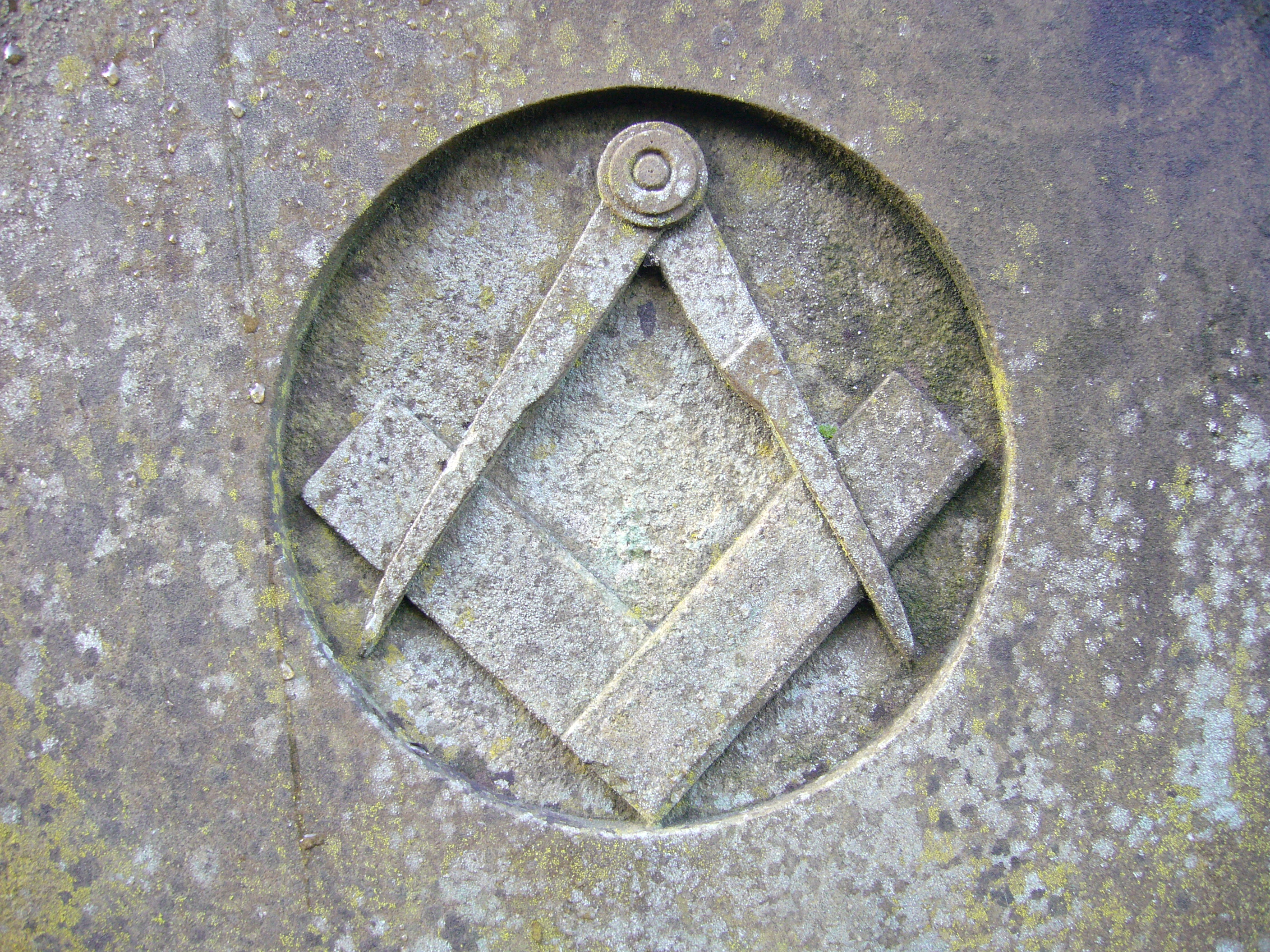
Угольник и циркуль в масонстве

## История и использование в культуре
Известен с глубокой древности, использовался в работе каменщиков и плотников и вместе с циркулем являлся одним из символов их работы. Угольник и линейка являются атрибутами апостола Фомы, считающегося покровителем строителей. В художественных олицетворениях семи свободных искусств угольник использовался для передачи образа геометрии или арифметики. Используется как один из символов в масонстве.